# Streblorrhiza speciosa
Streblorrhiza speciosa (englischer Trivialname: „Phillip Island Glory Pea“) ist eine ausgestorbene Pflanzenart, die neben den stark gefährdeten Taxa Hibiscus insularis und Elymus multiflorus kingianus zu den drei endemischen Pflanzentaxa auf der Phillip-Insel zählte.
Streblorrhiza speciosa war die einzige Art der monotypischen Gattung Streblorrhiza innerhalb der Familie der Hülsenfrüchtler (Fabaceae). Diese Pflanzenart wurde 1804 vom österreichischen Pflanzenillustrator Ferdinand Bauer (1760–1826) entdeckt und 1833 von Stephan Ladislaus Endlicher in Prodromus Florae Norfolkicae; sive, Catalogus stirpium quae in insula Norfolk annis 1804 et 1805 a Ferdinando Bauer collectae et depictae, nunc in Museo caesareo palatino rerum naturalium Vindobonae servantur Wien wissenschaftlich beschrieben.

## Beschreibung
Streblorrhiza speciosa war eine Kletterpflanze. Die Sprossachse war kahl. Die glatten, immergrünen, unpaarig gefiederten Laubblätter bestanden aus fünf bis sieben Fiederblättchen. Die elliptischen Fiederblättchen waren 2,5 bis 4 Zentimeter lang und 1 bis 2 Zentimeter breit. Die Nebenblätter waren breit dreieckig.
Die traubige Blütenstand war seitenständig. Die dreieckigen Tragblätter waren 1 Millimeter lang und wurden schnell abgeworfen. Die Deckblätter waren winzig. Die Blütenstiele waren ungefähr 5 Millimeter lang. Die zygomorphen Blüten waren fünfzählig mit doppelter Blütenhülle. Der Kelch war glockenförmig, die oberen der fünf Kelchzähne waren dreieckig, 1 bis 2 Millimeter lang und bewimpert. Die Blütenkronen waren 3 bis 6 Zentimeter lang und hatte die Form eines Papageienschnabels. Die rosafarbenene Fahnen waren 2 bis 2,5 Zentimeter lang und mehr oder weniger kreisförmig. Die Flügel waren 1,5 bis 2 Zentimeter lang und das gekrümmte Schiffchen war 2 bis 2,5 Zentimeter lang; beide waren etwa verkehrt-lanzettlich mit spitzem oberen Ende und genagelt. Es wurden 4 bis 4,5 Zentimeter lange, seitlich abgeflachte, elliptisch-längliche Hülsenfrüchte gebildet, die circa 1 Zentimeter lange Samen enthielten.

## Aussterben
1830 war Streblorrhiza speciosa in der Wildnis ausgestorben, nachdem der englische Botaniker Allan Cunningham die letzten Exemplare aufsammelte. Die Ursachen des Aussterbens waren vermutlich die Überweidung durch verwilderte Schweine, Hausziegen und Kaninchen. Wegen ihrer attraktiven Hülsenfrüchte war diese Art auch in britischen Gewächshäusern zu sehen. Da sich die Pflanzen in der Kultivierung aber nicht halten konnten, gingen alle Exemplare bis 1860 ein. Heute existieren nur noch einige Herbarexemplare, davon zwei im Naturhistorischen Museum Wien. 1980 wurde der Versuch unternommen, Samen aus der konservierten Hülsenfrucht des Typusexemplares zur Keimung zu bringen, dieser Versuch blieb jedoch ohne Erfolg.